# 森池日佐子
森池 日佐子（もりいけ ひさこ、1947年12月26日 - 2024年8月20日）は、日本のオペラ歌手、声楽家。武庫川女子大学名誉教授。ヴォイスアーツ元代表。香川県出身。
オペラではカルメン役を好み、幾度となく演じた。女性学への造詣が深く、女性学的な視点からオペラを再解釈した公演をたびたびおこなった。
教育者としてもその功績は大きく、多くの音楽家を世に輩出した。NPO法人ヴォイス･アーツを立ち上げ、多くの音楽家に活躍の場を提供するとともに、西宮市における音楽文化の普及に努めた。

## 出演
- 1976年　
  - オペラ「アルルの女」主役ローザママイ役(東京芸術大学定期公演、東京郵便貯金ホール)
- 1978年
  - オペラ「コシ・ファン・トッテ」ドラベラ役（関西二期会主催）
  - オペラ「消えた男のメモランダム」ゼフカ役 （東京オペラプロデュース、東京草月会館ホール）
- 1979年
  - オペラ「サロメ」サロメ役（東京・オペラプロディース主催、東京郵便貯金ホール)
  - オペラ「ルクリーシア」ルクリーシア役 （関西二期会、厚生年金会館）
  - オペラ「フィガロの結婚」ケルビーノ役（東京パルコ劇場主催）
- 1985年
  - オペラ「ヘンゼルとグレーテル」魔女役（日生劇場主催）
  - オペラ「オルフェオとエウリディーチェ」オルフェオ役（日生劇場主催、神戸文化ホール）
- 1988年
  - オペラ「カルメン」カルメン役（関西二期会、アルカイックホール）
  - 「イタリア歌曲の夕べ」（イタリア歌曲研究グループ、大阪府立労働センターホール）
  - 「8月の祈り」鳥の歌のソリストとして出演（ザ・シンホニーホール）
- 1989年
  - 「ファミコン」（関西二期会・河合楽器・産経新聞主催、大阪倶楽部）
- 1990年
  - オペラ「マダム・バタフライ」スズキ役（宝塚楽友会主催）
  - 「歌声のファッション」 （ベルギーフランドル交流センター主催、 ベルギーフランドル博物館ホール）
- 1991年
  - オペラ「春琴抄」シゲ女役（関西二期会、アルカイックホール）
- 1992年
  - 「酒蔵コンサート」 （西宮音楽協会・財団法人白鹿記念酒造博物館・西宮市文化振興財団主催、白鹿記念酒造博物館）
- 1994年
  - オペラ「デイドとエネアス」魔女役（アポステルムジカ主催）
  - 「シューマン歌曲の夕べ」(日本シューベルト協会主催、 いずみホール）
  - 「デーテの詩による歌曲の夕べ」(デーテ協会主催、大阪倶楽部）
- 1995年
  - 「古典イタリア歌曲集の夕べ」(イタリア歌曲研究会主催、大阪音楽大学オペラハウス）
  - 「平和への祈りのコンサート」(奈良東大寺主催、奈良東大寺大仏殿）
  - 「ニューイヤーコンサート」(朝日ホール主催、神戸朝日ホール）
- 1996年
  - オペラ「カルメン」カルメン役（ピロティーホール）
  - オペラ「トゥロバドーレ」アズチェーナ役（ 京都アルティーホール、大阪いずみホール）
- 1997年
  - オペラ「カルメン」（総監督・企画、大阪ドーンセンターホール ）
- 1998年
  - 「オペラカルメンの解釈についての講演と公演」カルメン役（いずみさの女性センター主催、 泉の森ホール）
- 1999年
  - 「ドイツ・リートコンサート」(関西二期会主催、いずみホール)
  - 「イタリア歌曲コンサート」(イタリア歌曲研究会主催)
  - 「ドイツリートの流れ」(日本シューベルト協会主催、いずみホール)
  - 「第九」アルトソロ(京都国際会議場)
- 2000年
  - オペラ「カルメン」カルメン役(芦屋ルナ・ホール)
  - 「オーストリアミラベルの夏期音楽会シリーズ」（ ミラベル音楽協会主催、オーストリア, ミラベル寺院内ホール）
  - オペラ「カルメン」カルメン役（ 日本ジェンダー学会主催、東洋英和女学院大学ホール）
- 2001年
  - 「初春うたまつり」（ 阪神音楽協会主催、芦屋ルナ・ホール）
  - オペラ「阿国」主演（日本ジェンダー学会主催、京都・春秋座）
- 2002年
  - 「銀の矢ふれふれ」（豊中混声主催、シンホニーホール）
  - オペラコンサート「カルメン」（シンホニーホール）
  - オペラ「藤戸」主役女役（国際交流基金主催、フランスのパリ・ドイツのドナウエッシンゲンで公演）
  - オペラ「藤戸」主役女役 （島の歌主催、いずみホール ）
- 2003年
  - オペラ「仏陀｣（いずみホール）
  - オペラ「フィガロの結婚」（メイシアター）
- 2004年
  - 「やさいの歌」（ドーンセンター）
  - 「島のうた」（いずみホール）
- 2005年
  - オペラ「おさん茂兵衛」（たんばホール）
  - 「ジョイント・リサイタル」（NHK主催、NHKホール）
  - 「島のうた」（いずみホール）
  - NHKテレビに出演（総合）
- 2006年
  - オペラ「おさん茂兵衛」(兵庫県立芸術文化センター）
  - 「母は海」 （兵庫県立芸術文化センター）
  - 「めぐり来る季節を歌にのせて〜高山惇の歌曲〜」（京都・アートゾーン神楽岡）
  - 「八月の祈りに出演」（大阪ドーンセンターホール）
  - 実験劇場1オペラ「カルメン」カルメン役（ピア・ジュリアン）
  - 「〜高山惇の歌曲〜リサイタル」（東京．ムジ・カーザ）
  - 「〜高山惇の歌曲〜演奏会」(甲子園会館）
- 2007年
  - 「八月の祈り」(川口教会）
  - オペラ「カルメン」カルメン役（兵庫県立芸術文化センター）
- 2008年
  - 「八月の祈り」（南御堂）

## 書籍
「カルメンは語ることができるのか」『ジェンダー学を学ぶ人のために』（2000年、世界思想社）

## CD
- 遠い日々〜高山惇作品集（2010年）
- 高山惇作品集II あなたの心の中に（2018年）